# Iris orjenii
Iris orjenii là một loài thực vật có hoa trong họ Diên vĩ. Loài này được Bräuchler & Cikovac mô tả khoa học đầu tiên năm 2007.